# Schwetschkea fabronioides
Schwetschkea fabronioides là một loài Rêu trong họ Leskeaceae. Loài này được (Welw. & Duby) Broth. miêu tả khoa học đầu tiên năm 1907.